# Turismo no México

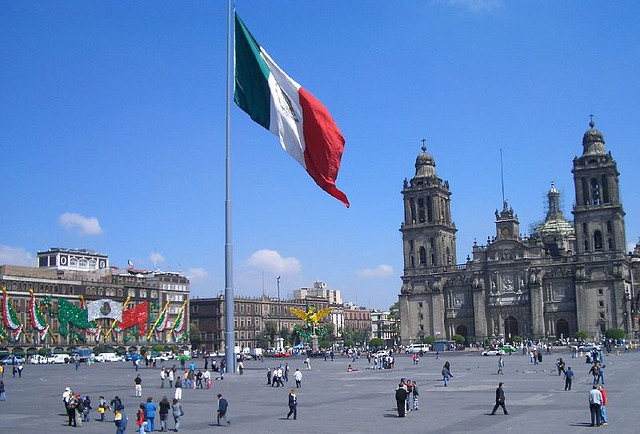
O centro histórico da Cidade do México é um dos destinos turísticos mais populares.

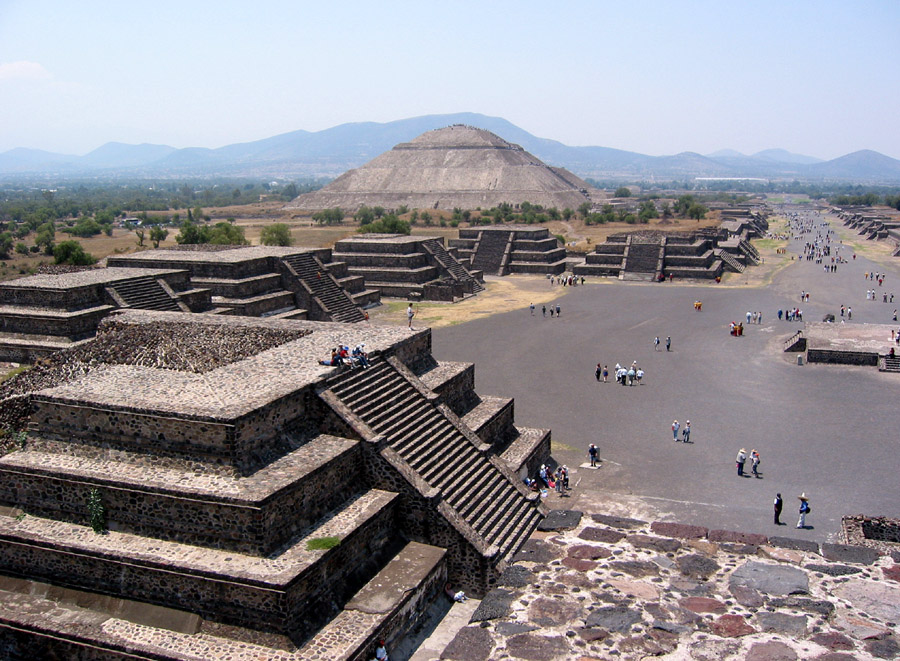
Teotihuacan é o sítio arqueológico mais visitado no México.

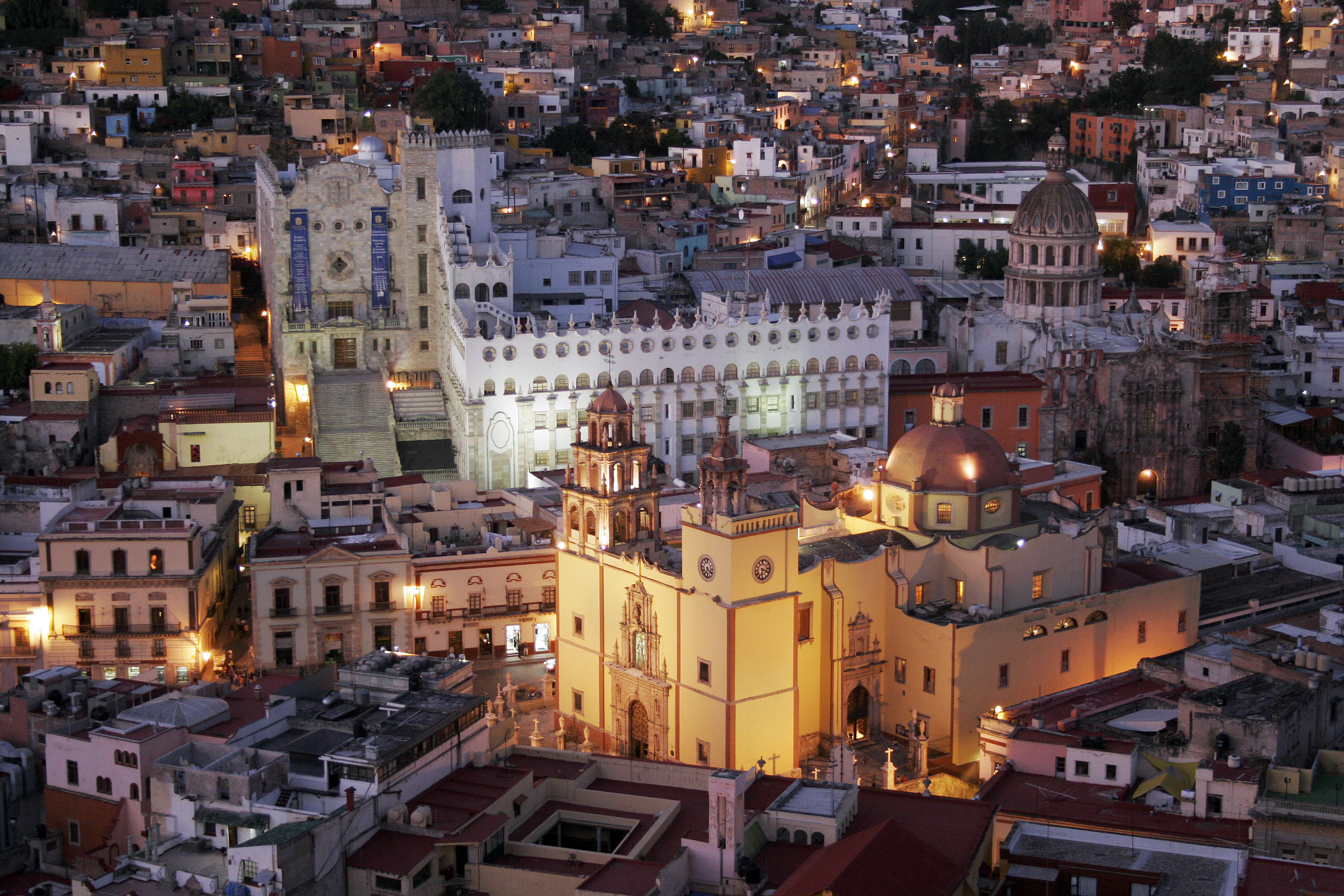
Guanajuato, um patrimônio mundial da UNESCO

O turismo no México é uma atividade econômica importante para o país, classificado no décimo lugar ao nível mundial em termos de chegadas de turistas internacionais, com 23,4 milhões de visitantes em 2011, e rankeia no primeiro lugar dentro da América Latina. As receitas advindas do turismo internacional alcançaram USD 11,869 bilhões em 2011, e o México abarcou 14,9% do fluxo turístico internacional no continente americano, superado só pelos Estados Unidos. Em 2005, o turismo contribuiu com 5,7% das receitas nacionais advindas da exportação de bens e serviços, responsável pela criação de 14,2% dos empregos diretos e indiretos na economia mexicana.
Com 32 sítios (26 culturais, 5 naturais e 1 misto), o México tem o maior número de locais designados pela UNESCO como Patrimônio da Humanidade de qualquer país das Américas, e está em sexto lugar no mundo. As principais atrações turísticas do México são as ruínas arqueológicas das culturas Mesoamericanas, as cidades coloniais e os complexos turísticos de praia. O clima temperado do país, junto com sua herança histórica cultural e a fusão da cultura europeia (particularmente a espanola) com a cultura Mesoamericana fazem do México um dos principais destino turístico ao nível mundial. Quase 90% dos turistas estrangeiros que visitam o país são provenientes dos Estados Unidos, principalmente dos estados vizinhos do Texas (29,4%) e da Califórnia (14,0%). Os seguintes mercados de importância são visitantes do Canadá e da Europa, sendo que um número menor dos turistas é proveniente dos países de América Latina. As épocas de pico no turismo no país são entre dezembro e o meio do verão, com rápidos aumentos durante a Páscoa e a Semana do Saco Cheio, quando muitos resortes se tornam pontos turísticos populares para estudante dos Estados Unidos. Também há turismo doméstico no país alimentado principalmente por uma ascendente classe média que em feriados viaja pelo país, sendo que por outro lado as famílias com maior poder aquisitivo acabam por preferir viajar para o exterior.
Na classificação do Índice de Competitividade em Viagens e Turismo (TTCI, na sigla em inglês) de 2008, que mensura os fatores preponderantes à consolidação de negócios no setor turístico de cada país, o México alcançou o 57º lugar mundial, sendo o quinto colocado entre países da América Latina e o nono no continente americano. As vantagens competitivas do México para desenvolver empreendimentos turísticos consolidaram-se na área de recursos humanos e nos aspectos culturais e naturais, classificando-se em 2008 no 24º lugar mundial tanto no critério de recursos naturais como no aspecto de cultura. O relatório do TTCI também aponta que as principais deficiências do setor turístico mexicano estão na infra-estrutura informática e de telecomunicações (64º lugar), na infraestrutura do transporte terrestre (82º lugar) e na segurança pública (122º lugar).

## Principais destinos
O México é um país com muita diversidade e ao mesmo tempo, em alguns aspectos, muito homogêneo. Seguem alguns dos principais e tradicionais destinos turísticos naturais, culturais e históricos mexicanos.

### Cidade do México

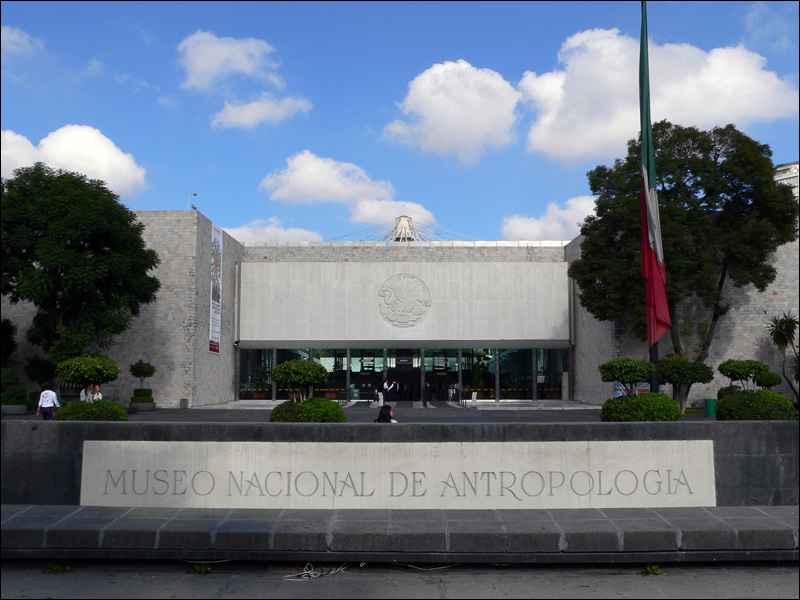
Museo Nacional de Antropología no Parque de Chapultepec é um dos museus mais visitados no mundo.

A capital nacional, Cidade do México, está a 2.250 metros acima do nível do mar. Trata-se do Distrito Federal, que por sua vez oferece um mundo de diversificações salpicado com narrações para evocar interessantes passagens na rica história mexicana. Admirar as construções é possível por meio dos passeios já programados nas ruas do centro histórico, começando pela Catedral Metropolitana, a maior do hemisfério ocidental e símbolo da colonização espanhola com seus encantos e arquitetura barroca-churriqueresca. O Palácio Nacional (construído sobre as ruínas do palácio de Moctezuma II) com sua arquitetura singular onde se apreciam os arabescos por meio dos quais Diego Rivera narrou episódios da história mexicana. O Palácio dos Correios é um edifício com forro interior todo trabalhado na Itália e constitui um admirável trabalho artístico. Neste lugar encontra-se também o Museu Numismático, no qual a história é contada através das gravuras nas cédulas nacionais. O Palácio das Belas Artes constitui um grande exemplo de arquitetura típica da época porfiriana. Seguindo na calçada da reforma, há o Anjo da Independência, o Monumento a Colombo e Diana Cazadora. A antiga Praça de Touros e a Praça da Constituição também são outros atrativos na capital mexicana.

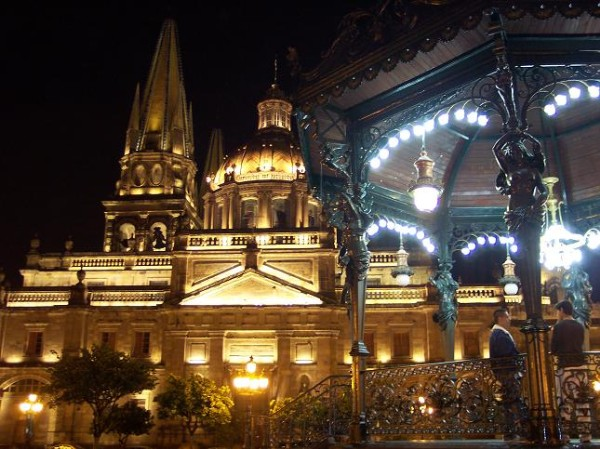
Catedral de Guadalajara

Quanto a museus, o Distrito Federal possui uma grande variedade, possuindo atrações para quaisquer idades, gostos ou necessidades. No Bosque (Parque) de Chapultepec abrem-se as portas para: História, Geral, História Mexicana, Antropologia, Arte Moderna, Rufino Tamayo, Tecnológico da Comissão Federal de Eletricidade, História Natural e Papalote. Chapultepec é o parque mais visitado da cidade e conta ainda com um Zoológico, seção de Jogos Mecânicos e grandes extensões de áreas verdes ao longo das quais se distribuem muitos monumentos interessantes com belas fontes. A cidade também é o ponto de partida para turistas que visitam Teotihuacan, local famoso pelas Pirâmides da Lua e do Sol.

### Guadalajara

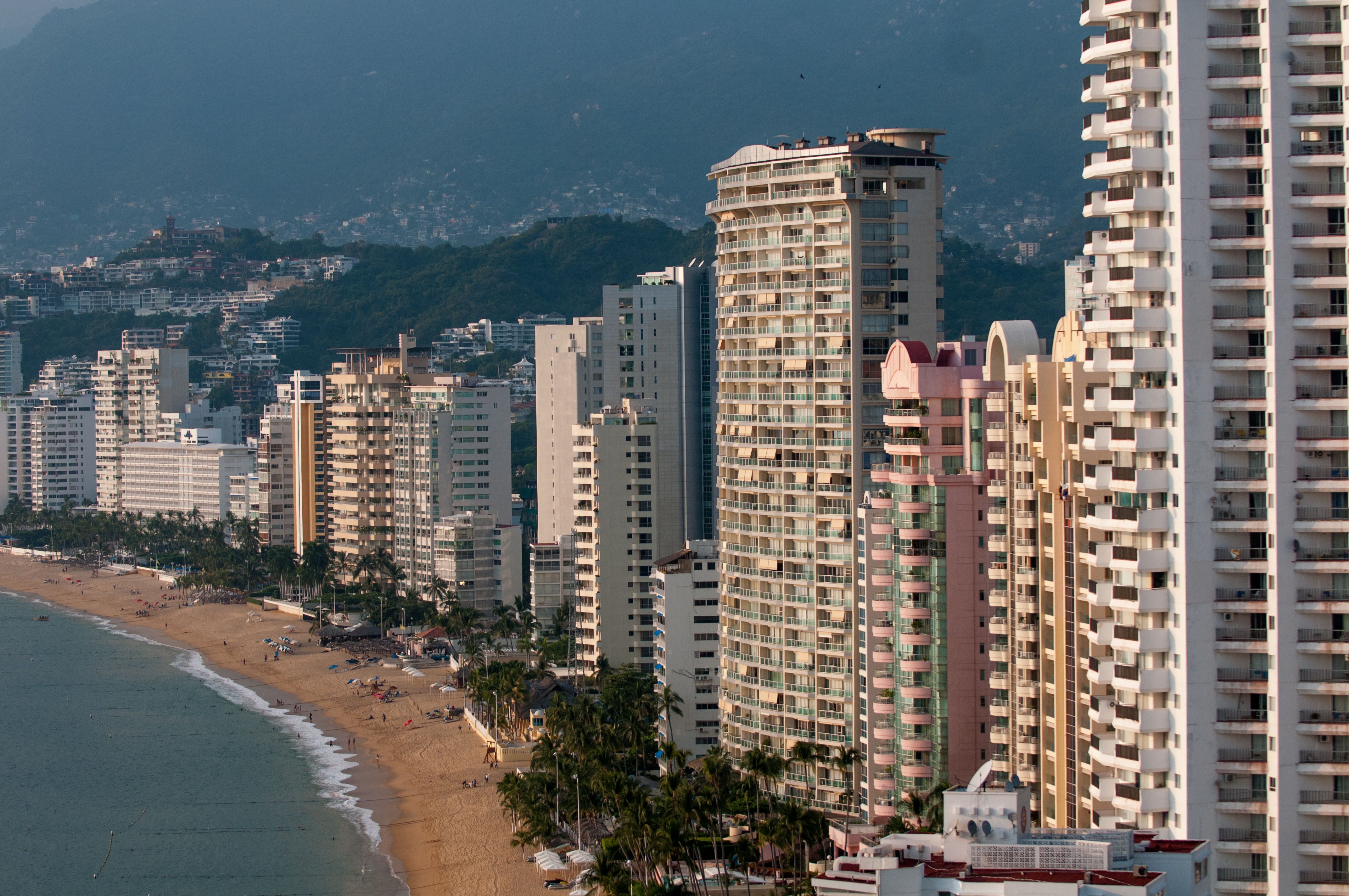
Baía de Acapulco

Guadalajara, capital e maior cidade do estado de Jalisco, é a segunda maior cidade por população do México e é a casa de algumas das mais conhecidas tradições mexicanas, como tequila, a música mariachi e os charros, os cowboys mexicanos. Por suas características arquitetônicas coloniais combinadas com traços modernos e tecnologia, Guadalajara acaba por ser muito atrativa aos turistas. São atrações desse tipo a Catedral Metropolitana de Guadalajara, o Teatro Degollado e o Hospício Cabañas, um antigo complexo hospitalar que é também patrimônio mundial. O turismo cultural é a principal atração da cidade, dado o grande número de museus, galerias de arte e teatros. A cidade também abriga vários eventos de alcance internacional, tal como a Feira Internacional do Livro de Guadalajara, que por sua vez é a maior feira do tipo no mundo hispânico e a segunda maior do mundo como um todo. A cidade é conhecida também por ser pioneira no cenário artístico underground, assim como na música eletrônica. Outras atrações turísticas incluem seus shoppings de alto padrão e outras menores cidades ao redor de Guadalajara.

### Monterrey
Monterrey foi fundada ainda no século XVI, possuindo um distrito central histórico cercado por áreas mais recentemente urbanizadas. O Museu de História Mexicana, o Museu de Arte Contemporânea de Monterrey, o Museu Metropolitano de Monterrey, o Museu do Palácio de Governo e a Macropraça (a quarta maior praça do mundo) são algumas das atrações da cidade.

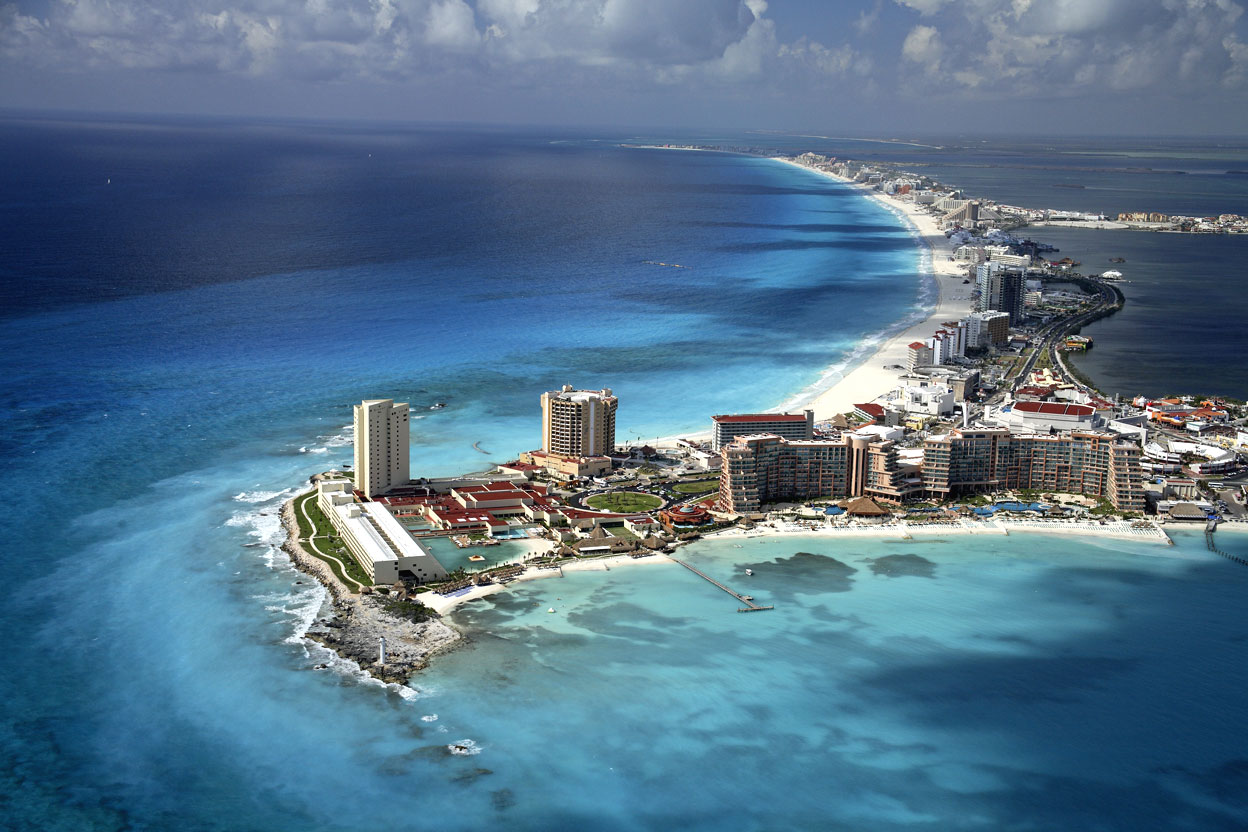
Cancún

### Sol, praia e água

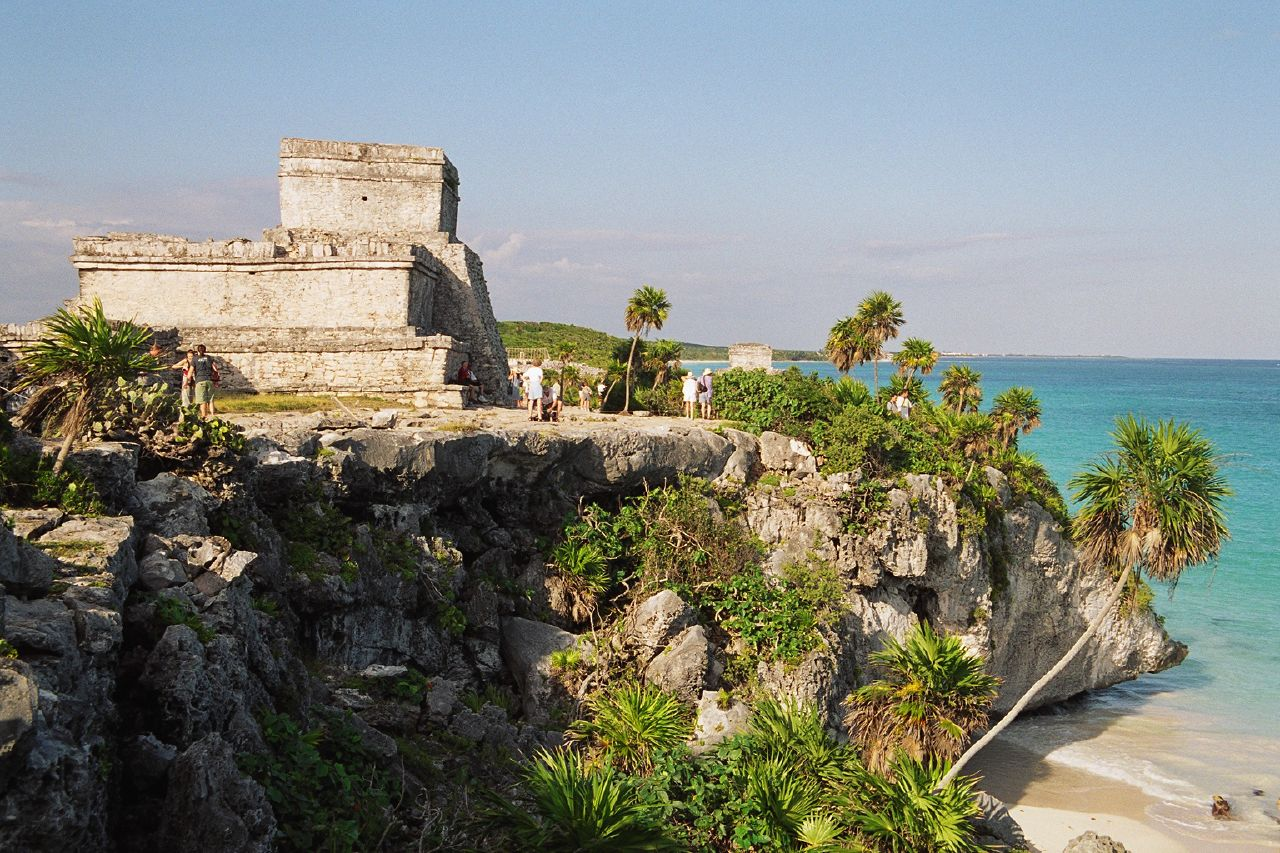
Tulum, um sítio arqueológico maia, é popular por causa de sua posição sobre a Riviera Maya e sua proximidade com cidades resort.

Na península de Yucatán, um dos destinos de praia mais popular é a cidade resort de Cancún, especialmente entre estudantes universitários durante a semana de primavera. Ao sul de Cancún está a faixa costeira chamada Riviera Maya, que inclui a cidade de praia de Playa del Carmen, os parques ecológicos de Xcaret e Xel-Há, e as ruínas arqueológicos de Tulum. Cozumel é uma ilha no Mar do Caribe, na costa leste da Península de Yucatán, em frente à Playa del Carmen que atrai muitos turistas por seus balneários, áreas de mergulho e snorkeling.
Ao longo da costa do Pacífico, a maior atração são as praias de Acapulco, Mazatlán, e a cidade resort de Puerto Vallarta. Acapulco, outrora o destino turístico de ricos e famoso, hoje possui praias muito frequentadas e concorridas e possui áreas com muitos hotéis e lojas. Acapulco também é um conhecido destino para mergulhadores profissionais que escolhem mergulhar partindo de desfiladeiros. Na ponta sul da península de Baja California está a cidade resort de Cabo San Lucas, conhecida por seu arco distintivo no mar, El Arco de Cabo San Lucas.

### História colonial espanhola

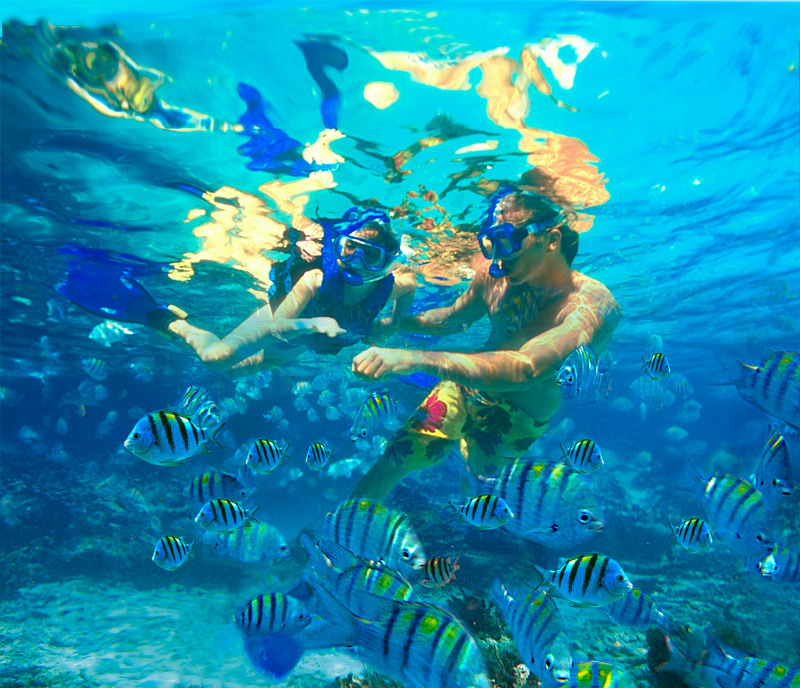
As águas transparentes da praia de Xel-Ha

- Aguascalientes: famosa mundialmente por sua renomada Feira de San Marcos, que atrai até 7 milhões de turistas durante sua duração. Essa cidade colonial ganhou prestígio e status como um destino nacional pela sua beleza colonial e absoluta limpeza. Há na cidade várias incríveis praças e jardins, tendo nas suas redondezas inúmeros prédios, de igrejas barrocas a mansões porfírias.
- Campeche: única cidade inteiramente murada do México, é um patrimônio histórico mundial.
- Cuernavaca: possui grande arquitetura histórica, muitas vezes escondida atrás de altos muros, fortalezas e monastérios, alguns deles patrimônios reconhecidos pela UNESCO.
- Dolores Hidalgo: a mais importante cidade histórica do país, na qual foi iniciada a Guerra de Independência Mexicana contra a Espanha.
- Durango: a mais importante cidade no norte colonial do México.
- Guanajuato: cidade com um grande tesouro colonial, foi a segunda cidade mais importante do Vice-Reinado de Nova Espanha. A cidade como um todo é considerada um patrimônio mundial.
- Mérida: apelidada de cidade branca, conjuga tradição maia com várias mansões coloniais de beleza impressionante.
- Cidade do México: a cidade dos palácios, como disse Alexander von Humboldt, é a capital do país por mais de 700 anos, desde a fundação do Império Azteca até hoje.
- Morelia: excelente arquitetura colonial pode ser vista nesta cidade.
- Oaxaca: arquitetura colonial e indígena se misturam na cidade.
- Puebla: cidade de telhas coloridas e grande arquitetura, é um grande centro histórico e patrimônio cultural mundial.
- Querétaro: possui um centro histórico barroco que é patrimônio mundial. Abriga o terceiro maior monolito do mundo (Peña de Bernal), é famosa por suas fontes termais em meio a uma zona de produção de vinhos e queijos (Tequisquiapan) e possui grande beleza cultural e natural na reserva de Sierra Gorda.

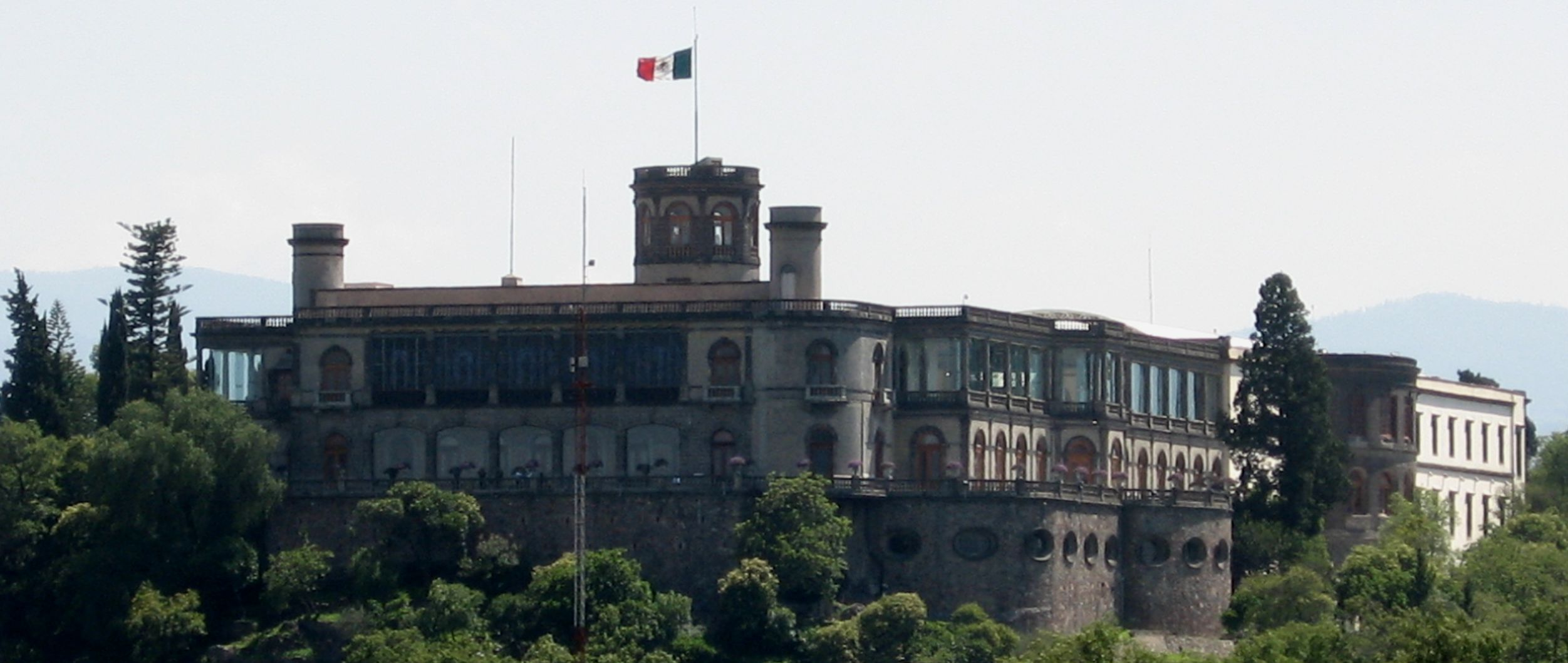
Castelo de Chapultepec

- Castelo de ChapultepecSan Luis Potosí: rica em tempos antigos em função de suas minas, a cidade foi capital do México por duas vezes.
- San Miguel de Allende: uma das mais antigas cidades mexicanas, possui muitas igrejas com valor histórico e a Plaza Allende, na qual se encontra uma excepcional igreja gótica.
- Taxco: conhecida pela exploração de prata, há na cidade uma igreja barroca muito conhecida por ser totalmente ornamentada em ouro.
- Tlaxcala: quatro séculos sem mudanças estão presentes nessa cidade famosa por sua capela com estilo arábico mudejar característico do sul da Espanha.

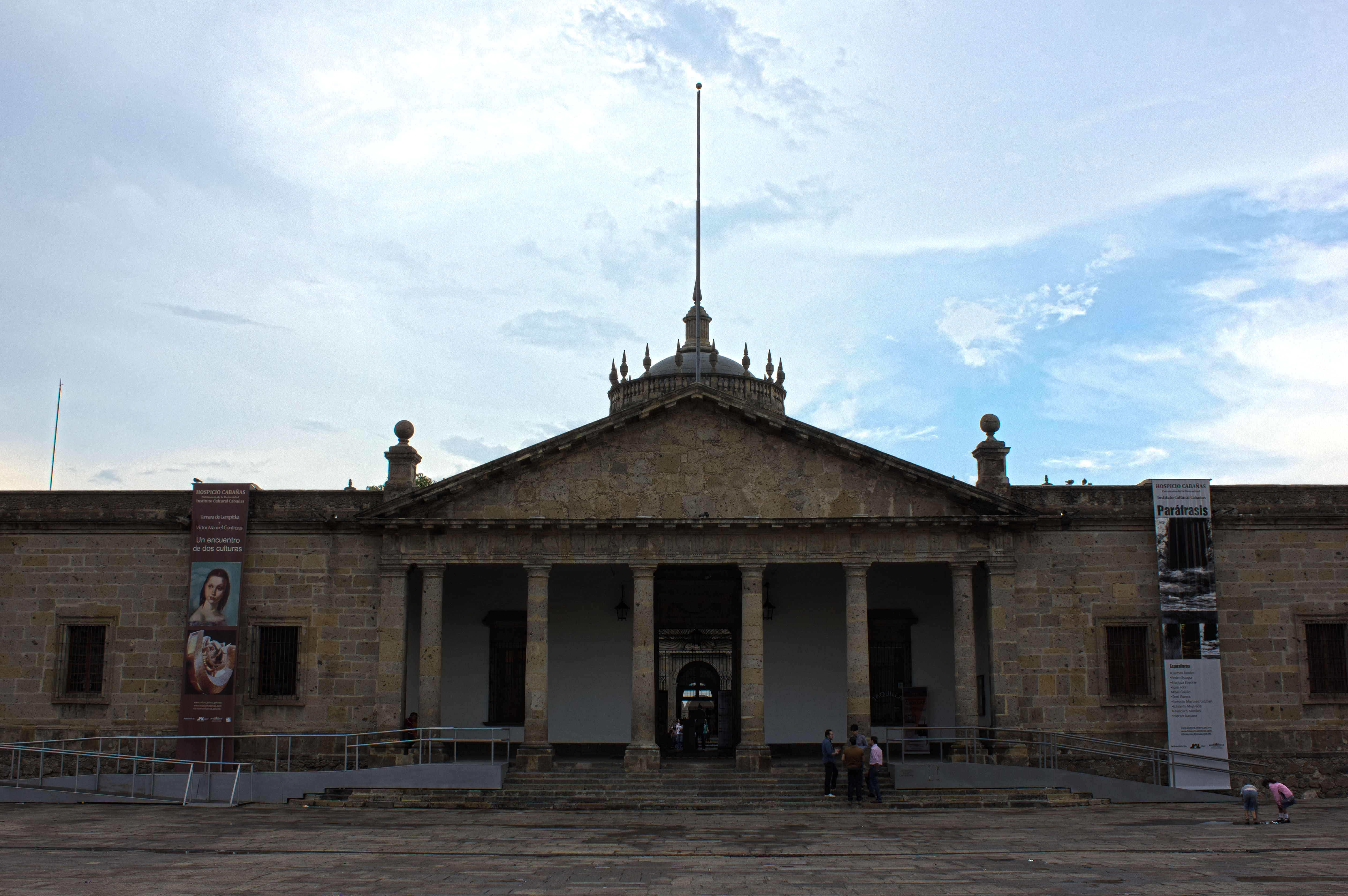
Fachada do Hospício Cabañas

- Fachada do Hospício CabañasVeracruz: a primeira prefeitura das Américas foi estabelecida na cidade.
- Zacatecas: o centro da cidade é um patrimônio reconhecido pela UNESCO. É famosa por sua incrível catedral com fachada cor de rosa em estilo barroco e exuberante ornamentação.

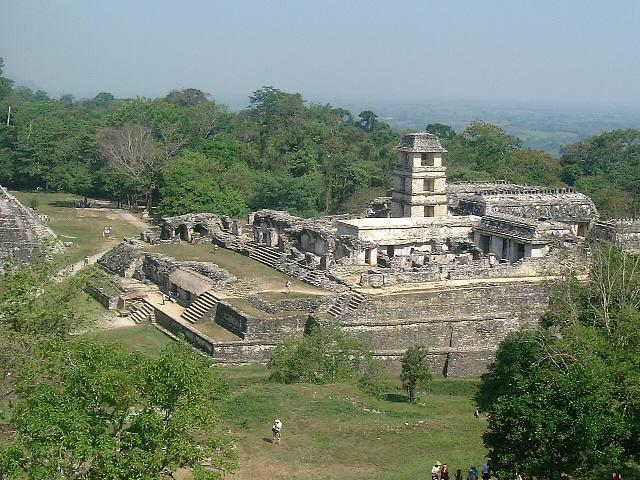
Palenque, Chiapas

### Outras cidades turísticas no México (por ordem alfabética)
- Chihuahua
- Cabo San Lucas
- Oaxaca
- Puebla
- León, Guanajuato
- San Cristóbal de las Casas
- San Miguel de Allende
- Santiago de QuerétaroReferências

1. 1 2 3  UNWTO (2012). «UNWTO Tourism Highlights, Edition 2012» (PDF) (em inglês). World Tourism Organization. Consultado em 6 de novembro de 2012. Arquivado do original (PDF) em 21 de outubro de 2012
2. ↑  Carmen Altés (2006). «El Turismo en América Latina y el Caribe y la experiencia del BID». Inter-American Development Bank; Sustainable Development Department, Technical Paper Series ENV-149, Washington, D.C. p. 9 and 47. Consultado em 14 de junho de 2008
3. ↑  UNESCO (2012). «Statistics on States Parties» (em inglês). UNESCO World Heritage Centre. Consultado em 15 de dezembro de 2012
4. ↑  "SECTUR (2002). «El Turismo en México 2001» (PDF) (em espanhol). Secretaría de Turismo (SECTUR). Consultado em 26 de julho de 2008 pp. 5
5. ↑  Jennifer Blanke and Thea Chiesa, Editors (2008). «The Travel & Tourism Competitiveness Report 2008» (PDF) (em inglês). World Economic Forum, Geneva, Switzerland
6. ↑  World Economic Forum (6 de março de 2008). «Country/Economy Profiles: Mexico» (em inglês). The Travel & Tourism Competitiveness Report 2008. Consultado em 20 de junho de 2008